# Alain Maline
Alain Maline, né le 2 août 1947 à Noyon et mort le 8 février 2025 à Compiègne,, est un réalisateur, scénariste et producteur français.

## Biographie
Alain Maline a fait son apprentissage en tant qu'assistant réalisateur de François Truffaut à la fin des années 1970. Il a travaillé aussi par la suite avec Claude Lelouch. Après de nombreux films en tant qu'assistant réalisateur, il tourne son premier film, Ni avec toi ni sans toi en 1984. Il rencontre Jean Yanne sur le tournage d’Attention bandits ! en 1986, et monte avec lui le tournage de Cayenne Palace, tourné en Guyane et qui sort en 1987, mais sera un échec financier. Il initie par la suite un projet d'espace d'activité cinématographique appelé « Studios de Montsinéry », dans lequel il réalise le film Jean Galmot, aventurier.

## Filmographie
- 1976 : L'Argent de poche de François Truffaut, assistant réalisateur
- 1977 : L'Homme qui aimait les femmes de François Truffaut, assistant réalisateur
- 1979 : La Guerre des polices de Robin Davis, assistant réalisateur
- 1980 : Les Charlots contre Dracula de Jean-Pierre Desagnat, assistant réalisateur
- 1980 : La Petite Sirène de Roger Andrieux, assistant réalisateur
- 1981 : Si ma gueule vous plaît de Michel Caputo, assistant réalisateur
- 1982 : Légitime Violence de Serge Leroy, assistant réalisateur
- 1983 : Édith et Marcel de Claude Lelouch, assistant réalisateur
- 1984 : Viva la vie! de Claude Lelouch, assistant réalisateur
- 1985 : Ni avec toi ni sans toi, réalisateur
- 1986 : Un homme et une femme : Vingt ans déjà de Claude Lelouch, assistant script
- 1986 : Attention bandits ! de Claude Lelouch, assistant réalisateur
- 1987 : Cayenne Palace, réalisateur
- 1990 : Jean Galmot, aventurier, réalisateur
- 1998 : La grande Béké (télévision)